# Dareysteel
Dareysteel, aussi connu sous le nom de Golongolo Master, de son vrai nom Solomon Paul, né le 11 août 1975 dans l'État du Delta, au Nigeria,,, est un rappeur espagnol. auteur-compositeur-interprète, artiste, interprète et producteur de disques .

## Biographie
Il est né à Jesse , dans l'État du Delta du Nigeria et a vécu dans l'État d'Anambra avant de déménager à Séville en Espagne, devenant plus tard un ressortissant espagnol. Il a commencé avec la musique à 12 ans, mais vit depuis 1998 comme musicien et producteur en Espagne .
Aunque se lance dans la musique à 12 ans. Il se lance dans le hip-hop avec son groupe The Big Family,.Dareysteel a sorti son premier single sur les sélections promotionnelles de Mixtapes à Madrid en 2003, mais a attiré le plus d'attention pour son single "Boom Boom", sorti en janvier 2014 aux États-Unis et dans plusieurs pays européens, et apparaissant dans plusieurs charts. Dareysteel est apparu sous les projecteurs après la sortie de ses singles "Boom Boom", "Shake ya Booty", "Celebration", "Golongolo" et "Fly Higher", qui ont été largement diffusés. La vidéo de la chanson "Celebration" a été présentée sur Top40-Charts,. Sa chanson Boom Boom apparaît dans plusieurs classements à l'international , Dareysteel a été décrit par Vanguard comme "l'un des chanteurs les plus importants au monde". Lors de la sortie du single "Celebration" de l'album Unstoppable , il a annoncé qu'il ferait don de 50% des revenus de la vente de son album à diverses organisations caritatives "en soutien aux sans-abri et aux bébés orphelins" Au cours de la première semaine d'avril 2015, Dareysteel a sorti un nouveau single, "Pump it Up", avec "Get Down on the Floor", "Hold On", "How Come" et "Murder", dans lequel il parle contre violence, guerre et crime en Afrique et dans le reste du monde. Les singles d'albums de Dareysteel ont été présentés sur Charts in France Pure Charts la première semaine de la sortie de l'album. En 2016, Dareysteel a sorti les albums Unbreakable (mars 2016) et Man of the Year (mai 2016); les albums et les chansons ont été présentés sur Charts in France Pure Charts. Dareysteel considère également la musique comme un outil puissant qui peut être utilisé pour lutter contre l'injustice et apporter un changement positif à la société. Au cours de la deuxième semaine de juillet 2018, Dareysteel a sorti un nouvel album, "Untouchable", le premier jour de janvier 2020, Dareysteel a sorti un nouveau single, "invisible", avec "Mariana", "et" i love your body " ,,,,,,,,,,,.

## Discographie

### Albums
- 2012 :  Dangerous
- 2015 :  Unstoppable
- 2016 :  Unbreakable
- 2016 :  Man of the Year
- 2018 :  Untouchable

### Singles
- Changes
- Sexy Girl
- Golongolo
- In the Club
- Twelve in the Midnight
- Shake ya Booty
- Fly Higher
- Celebration (radio edit)
- Celebration
- Boom Boom
- Murder
- How Come
- Get Down on the Floor
- Hold on
- Pump It Up
- invisible
- Mariana
- i love your body